# Lateriramulosa uni-inflata
Lateriramulosa uni-inflata är en svampart som beskrevs av Matsush. 1971. Lateriramulosa uni-inflata ingår i släktet Lateriramulosa, divisionen sporsäcksvampar och riket svampar.   Inga underarter finns listade i Catalogue of Life.